# Rechterventrikelhypertrofie
Rechterventrikelhypertrofie (afgekort: RVH) is een toename in spiermassa van het rechter ventrikel van het hart. RVH is doorgaans te wijten aan drukbelasting van het rechter ventrikel.

## Oorzaken
- drukbelasting van de rechter ventrikel door hoge bloeddruk van de longcirculatie oftewel pulmonale hypertensie, bijvoorbeeld als gevolg van het syndroom van Eisenmenger; .
- COPD
- langer bestaande longemboliën
- secundair aan linkszijdig hartfalen, bijvoorbeeld door een mitralisinsufficiëntie.
- primaire pulmonale hypertensie
- drukbelasting van de rechter ventrikel door andere oorzaken
- pulmonalisstenose. Dit is de klep tussen het rechter ventrikel en de longcirculatie.
- functionele pulmonalisstenose, bijvoorbeeld door een atriumseptumdefect

## Diagnose
RVH kan ontdekt worden op een ECG. Er kan sprake zijn van een elektrische hartas naar rechts (rechter asdeviatie), een compleet of incompleet  rechter bundeltakblok (RBTB) en/of een asdeviatie tegen de klok in. Overigens zijn bij RVH deze ECG-kenmerken lang niet altijd duidelijk aanwezig. Andersom kunnen deze ECG-kenmerken ook aanwezig zijn zonder onderliggende RVH. Het betrouwbaarste onderzoek is de echocardiografie, waarmee de dikte van de rechter ventrikelwand direct gemeten kan worden. Aangezien RVH vrijwel altijd het gevolg is van een onderliggende aandoening, moet altijd gezocht worden naar die onderliggende oorzaak. Daarvoor zal vaak een hartkatheterisatie met meting van de longvaatdrukken worden verricht.

## Symptomen
RVH zelf geeft geen symptomen, de onderliggende aandoeningen wel. Klachten zijn te wijten aan de pulmonale hypertensie, zoals kortademigheid bij inspanning, kortademigheid bij platliggen (orthopneu), en nachtelijke kortademigheidsklachten. Daarnaast zijn er de klachten te wijten aan rechterventrikelfalen, zoals: perifeer oedeem in vooral de benen, ascites, een vergrote lever of milt, en moeheid, slechte eetlust, koude extremiteiten, orthostatische hypotensie.

## Behandeling
De behandeling is altijd gericht op de onderliggende oorzaak. Bij pulmonale hypertensie zal de behandeling gericht worden op verlaging van de longdrukken, met ACE-remmers of diuretica en indien mogelijk (zelden) het wegnemen van de oorzaak. Bij de zeldzaam voorkomende pulmonalisstenose kan een operatieve klepvervanging of -reparatie worden verricht.